# Невілл Годвін
Невілл Годвін (англ. Neville Godwin; нар. 31 січня 1975) — колишній південноафриканський тенісист.
Найвищу одиночну позицію світового рейтингу — 90 місце досяг 31 березня 1997, парну — 57 місце — 21 серпня 2000 року.
Здобув 1 одиночний титул.
Найвищим досягненням на турнірах Великого шолома був чвертьфінал в парному розряді.
Завершив кар'єру 2003 року.

## Юніорські фінали турнірів Великого шолома

### Парний розряд: 3 (1–2)
| Результат | Рік  | Турнір                               | Покриття | Партнер       | Суперники                    | Рахунок       |
| --------- | ---- | ------------------------------------ | -------- | ------------- | ---------------------------- | ------------- |
| Поразка   | 1993 | Відкритий чемпіонат Франції з тенісу | Ґрунт    | Гарет Вільямс | Стівен Даунс Джеймс Грінхелг | 1–6, 1–6      |
| Поразка   | 1993 | Вімблдонський турнір                 | Трава    | Гарет Вільямс | Стівен Даунс Джеймс Грінхелг | 7–6, 6–7, 6–7 |
| Перемога  | 1993 | Відкритий чемпіонат США з тенісу     | Тверде   | Гарет Вільямс | Вен Еллвуд Джеймс Секулов    | 6–3, 6–3      |

## Фінали турнірів ATP за кар'єру

### Одиночний розряд: 2 (1–1)
| Легенда                         |
| ------------------------------- |
| Турніри Великого шлема (0–0)    |
| Фінали Світового туру ATP (0–0) |
| Серія Мастерс ATP (0–0)         |
| Серія турнірів ATP (0–0)        |
| Світова серія ATP (1–1)         |

| Фінали за покриттям |
| ------------------- |
| Тверде (0–0)        |
| Ґрунт (0–0)         |
| Трава (1–1)         |
| Килим (0–0)         |

| Фінали за типом корту |
| --------------------- |
| Відкритий корт (1–1)  |
| Закритий корт (0–0)   |

| Результат | В-П | Дата     | Турнір       | Рівень           | Покриття | Суперник     | Рахунок  |
| --------- | --- | -------- | ------------ | ---------------- | -------- | ------------ | -------- |
| Поразка   | 0–1 | Лип 1998 | Ньюпорт, США | Серія Інтернешнл | Трава    | Леандер Паес | 3–6, 2–6 |
| Перемога  | 1–1 | Лип 2001 | Ньюпорт, США | Серія Інтернешнл | Трава    | Мартін Лі    | 6–1, 6–4 |

### Парний розряд: 3 (3 поразки)
| Легенда                         |
| ------------------------------- |
| Турніри Великого шлема (0–0)    |
| Фінали Світового туру ATP (0–0) |
| Серія Мастерс ATP (0–0)         |
| Серія турнірів ATP (0–1)        |
| Світова серія ATP (0–2)         |

| Фінали за покриттям |
| ------------------- |
| Тверде (0–2)        |
| Ґрунт (0–1)         |
| Трава (0–0)         |
| Килим (0–0)         |

| Фінали за типом корту |
| --------------------- |
| Відкритий корт (0–3)  |
| Закритий корт (0–0)   |

| Результат | В-П | Дата     | Турнір                  | Рівень           | Покриття | Партнер       | Суперники                  | Рахунок       |
| --------- | --- | -------- | ----------------------- | ---------------- | -------- | ------------- | -------------------------- | ------------- |
| Поразка   | 0–1 | Лип 1997 | Washington Open, США    | Серія Чемпіоншип | Ґрунт    | Фернон Вібір  | Люк Єнсен Мерфі Єнсен      | 4–6, 4–6      |
| Поразка   | 0–2 | Кві 1998 | Гонконг, Гонконг        | Серія Інтернешнл | Тверде   | Туомас Кетола | Байрон Блек Алекс О'Браєн  | 5–7, 1–6      |
| Поразка   | 0–3 | Кві 1999 | Maharashtra Open, Індія | Світова серія    | Тверде   | Вейн Блек     | Леандер Паес Магеш Бгупаті | 6–4, 5–7, 4–6 |

## Фінали ATP Челленджер і ITF Ф'ючерс

### Одиночний розряд: 9 (2–7)
| Легенда              |
| -------------------- |
| ATP Челленджер (2–7) |
| ITF Ф'ючерс (0–0)    |

| Фінали за покриттям |
| ------------------- |
| Тверде (2–4)        |
| Ґрунт (0–0)         |
| Трава (0–2)         |
| Килим (0–1)         |

| Результат | В-П | Дата     | Турнір                     | Рівень     | Покриття | Суперник          | Рахунок            |
| --------- | --- | -------- | -------------------------- | ---------- | -------- | ----------------- | ------------------ |
| Поразка   | 0–1 | Гру 1997 | Ейлат, Ізраїль             | Челленджер | Тверде   | Туомас Кетола     | 3–6, 4–6           |
| Перемога  | 1–1 | Тра 1998 | Єрусалим, Ізраїль          | Челленджер | Тверде   | Габріель Тріфу    | 6–4, 7–6           |
| Поразка   | 1–2 | Тра 1999 | Єрусалим, Ізраїль          | Челленджер | Тверде   | Ліор Мор          | 5–7, 7–5, 2–6      |
| Поразка   | 1–3 | Лип 1999 | Манчестер, Велика Британія | Челленджер | Трава    | Ігор Гауді        | 6–7, 2–6           |
| Поразка   | 1–4 | Сер 1999 | Стамбул, Туреччина         | Челленджер | Тверде   | Вадим Куценко     | 4–6, 6–7(3–7)      |
| Перемога  | 2–4 | Лис 2000 | Лас-Вегас, США             | Челленджер | Тверде   | Крістіано Каратті | 6–3, 6–3           |
| Поразка   | 2–5 | Чер 2001 | Сербітон, Велика Британія  | Челленджер | Трава    | Тейлор Дент       | 6–4, 6–7(3–7), 2–6 |
| Поразка   | 2–6 | Бер 2002 | Гамбург, Німеччина         | Челленджер | Килим    | Рамон Слюйтер     | 1–6, 3–6           |
| Поразка   | 2–7 | Січ 2003 | Вайколоа, США              | Челленджер | Тверде   | Роббі Джінепрі    | 3–6, 3–6           |

### Парний розряд: 18 (11–7)
| Легенда               |
| --------------------- |
| ATP Челленджер (11–7) |
| ITF Ф'ючерс (0–0)     |

| Фінали за покриттям |
| ------------------- |
| Тверде (7–7)        |
| Ґрунт (1–0)         |
| Трава (1–0)         |
| Килим (2–0)         |

| Результат | В-П  | Дата     | Турнір                              | Рівень     | Покриття | Партнер         | Суперники                        | Рахунок            |
| --------- | ---- | -------- | ----------------------------------- | ---------- | -------- | --------------- | -------------------------------- | ------------------ |
| Поразка   | 0–1  | Сер 1994 | Бінгемтон, США                      | Челленджер | Тверде   | Скотт Сайґерсет | Девід Ді Лусія Кріс Вудруфф      | 6–4, 4–6, 3–6      |
| Поразка   | 0–2  | Тра 1995 | Мумбай, Індія                       | Челленджер | Тверде   | Девід Нейнкін   | Байрон Блек Вейн Блек            | 2–6, 6–7           |
| Перемога  | 1–2  | Тра 1996 | Єрусалим, Ізраїль                   | Челленджер | Тверде   | Леандер Паес    | Ноам Бер Еял Ран                 | 7–6, 7–5           |
| Поразка   | 1–3  | Лип 1996 | Аптос, США                          | Челленджер | Тверде   | Джефф Грант     | Себастьєн Лебланк Жоселін Робішо | 6–7, 7–6, 5–7      |
| Поразка   | 1–4  | Тра 1998 | Єрусалим, Ізраїль                   | Челленджер | Тверде   | Девід Нейнкін   | Ноам Бер Еял Ерліх               | без гри            |
| Перемога  | 2–4  | Лис 1998 | Брест, Франція                      | Челленджер | Тверде   | Маркос Ондруска | Джастін Гімелстоб Браян Макфі    | 6–4, 5–7, 6–4      |
| Поразка   | 2–5  | Тра 1999 | Єрусалим, Ізраїль                   | Челленджер | Тверде   | Баррі Кован     | Туомас Кетола Джефф Кутзе        | 2–6, 4–6           |
| Перемога  | 3–5  | Лип 1999 | Манчестер, Велика Британія          | Челленджер | Трава    | Джефф Кутзе     | Джеймі Дельгадо Мартін Лі        | 6–4, 6–2           |
| Поразка   | 3–6  | Сер 1999 | Стамбул, Туреччина                  | Челленджер | Тверде   | Джефф Кутзе     | Мотомура Гоїті Олег Огородов     | 2–6, 6–2, 2–6      |
| Перемога  | 4–6  | Жов 1999 | Гонконг, Гонконг                    | Челленджер | Тверде   | Майкл Гілл      | Боб Браян Майк Браян             | 3–6, 7–5, 7–6      |
| Перемога  | 5–6  | Лют 2000 | Кінгстон-апон-Галл, Велика Британія | Челленджер | Килим    | Баррі Кован     | Юліан Ноул Стефано Пескосолідо   | 6–3, 3–6, 6–3      |
| Перемога  | 6–6  | Бер 2000 | Сінгапур, Сінгапур                  | Челленджер | Тверде   | Майкл Гілл      | Натан Гілі Пол Генлі             | 6–4, 6–1           |
| Перемога  | 7–6  | Бер 2000 | Гамільтон, Нова Зеландія            | Челленджер | Тверде   | Майкл Гілл      | Майкл Джойс Джим Томас           | 7–6(7–4), 6–4      |
| Перемога  | 8–6  | Тра 2000 | Єрусалим, Ізраїль                   | Челленджер | Тверде   | Кевін Ульєтт    | Ноам Бер Еял Ран                 | 7–6(7–4), 7–6(7–3) |
| Поразка   | 8–7  | Сер 2001 | Сеговія, Іспанія                    | Челленджер | Тверде   | Маркос Ондруска | Веслі Муді Шон Рудман            | 6–7(5–7), 3–6      |
| Перемога  | 9–7  | Лис 2001 | Еккенталь, Німеччина                | Челленджер | Килим    | Жорж Бастл      | Їв Аллегро Маркус Гільперт       | 6–4, 4–6, 7–5      |
| Перемога  | 10–7 | Кві 2002 | Тарзана, Лос-Анджелес, США          | Челленджер | Тверде   | Жорж Бастл      | Брендон Коуп Кевін Кім           | 6–3, 4–6, 6–3      |
| Перемога  | 11–7 | Кві 2002 | Пейджет, Бермудські Острови         | Челленджер | Ґрунт    | Жорж Бастл      | Рамон Дельгадо Алешандре Сімоні  | 7–6(10–8), 6–3     |

## Досягнення
| W | Ф | ПФ | ЧФ | #Р | КТ | К# | DNQ | A | NH |

### Одиночний розряд
| Турніри Великого шлему                 |     |     |     |     |     |     |     |     |     |     |     |        |      |     |
| Відкритий чемпіонат Австралії з тенісу |     |     | К3р | К3р | 3р  | К1р | К1р |     | К3р | К1р | К3р | 0 / 1  | 2–1  | 67% |
| Відкритий чемпіонат Франції з тенісу   |     |     |     |     | 1р  | К1р |     | К1р | К1р | К1р |     | 0 / 1  | 0–1  | 0%  |
| Вімблдонський турнір                   | К2р | К1р |     | 4р  | 2р  | 1р  | К1р | 3р  | 1р  | 1р  |     | 0 / 6  | 6–6  | 50% |
| Відкритий чемпіонат США з тенісу       | К1р |     | 1р  | 2р  | К1р | К3р | К2р | К2р | К1р | К1р |     | 0 / 2  | 1–2  | 33% |
| В-П                                    | 0–0 | 0–0 | 0–1 | 4–2 | 3–3 | 0–1 | 0–0 | 2–1 | 0–1 | 0–1 | 0–0 | 0 / 10 | 9–10 | 47% |
| Серія Мастерс ATP                      |     |     |     |     |     |     |     |     |     |     |     |        |      |     |
| Індіан-Веллс                           |     |     |     | К2р |     |     |     |     |     |     |     | 0 / 0  | 0–0  | –   |
| Відкритий чемпіонат Маямі з тенісу     |     |     | 1р  | К1р | 1р  | 1р  | К1р |     | К1р |     |     | 0 / 3  | 0–3  | 0%  |
| Мастерс Канада                         |     |     | К3р | 1р  | 2р  | 2р  |     | К2р |     |     |     | 0 / 3  | 2–3  | 40% |
| Мастерс Цинциннаті                     |     |     |     |     |     |     |     | 1р  |     |     |     | 0 / 1  | 0–1  | 0%  |
| Париж                                  |     |     | К1р |     |     |     |     |     |     |     |     | 0 / 0  | 0–0  | –   |
| В-П                                    | 0–0 | 0–0 | 0–1 | 0–1 | 1–2 | 1–2 | 0–0 | 0–1 | 0–0 | 0–0 | 0–0 | 0 / 7  | 2–7  | 22% |

### Парний розряд
| Турніри Великого шлему                 |     |     |     |     |     |     |     |     |     |     |        |       |     |
| Відкритий чемпіонат Австралії з тенісу |     |     |     |     |     | 2р  | 1р  |     | 1р  |     | 0 / 3  | 1–3   | 25% |
| Відкритий чемпіонат Франції з тенісу   |     |     |     |     |     | 2р  | 1р  | ЧФ  | 2р  | 1р  | 0 / 5  | 5–5   | 50% |
| Вімблдонський турнір                   | К2р | К1р |     | К1р | К1р | 2р  | 1р  | 1р  | 1р  | 3р  | 0 / 5  | 3–5   | 38% |
| Відкритий чемпіонат США з тенісу       |     |     | К1р |     | 1р  | 1р  | 3р  | 1р  | 1р  | 1р  | 0 / 6  | 2–6   | 25% |
| В-П                                    | 0–0 | 0–0 | 0–0 | 0–0 | 0–1 | 3–4 | 2–4 | 3–3 | 1–4 | 2–3 | 0 / 19 | 11–19 | 37% |
| Відкритий чемпіонат Маямі з тенісу     |     |     | 1р  |     | К2р | 1р  | 1р  |     | 2р  |     | 0 / 4  | 1–4   | 20% |
| Мастерс Канада                         |     |     | К2р |     | ЧФ  | К2р |     | 1р  |     |     | 0 / 2  | 2–2   | 50% |
| Мастерс Цинциннаті                     |     |     |     |     |     |     |     | 2р  |     |     | 0 / 1  | 1–1   | 50% |
| В-П                                    | 0–0 | 0–0 | 0–1 | 0–0 | 2–1 | 0–1 | 0–1 | 1–2 | 1–1 | 0–0 | 0 / 7  | 4–7   | 36% |